# Princess Ai
Princess Ai är en manga som skrivits och tecknats av Courtney Love, Ai Yazawa, Misaho Kujiradou och DJ Milky.

## Handling
Princess Ai handlar om prinsessan Ai från Ai-landet. Hon hamnar i människovärlden utan att minnas hur och varför, och börjar genast sitt sökande efter vem hon egentligen är. Det enda hon äger är en hjärtformad ask. Hon får hjälp av bibliotekarien Kent som hon också bor hos. För att få pengar börjar hon sjunga på en strippklubb, dock utan att ta av sig kläderna. En kväll när hon sjunger blir hon attackerad av furian Tess som också kommer från Ai-landet. Ai lyckas dock smita och skriver kontrakt med skivbolaget H.T.A., när hon inser att hon är prinsessa är det för sent.